# 시정촌의 폐치분합
이 문서는 일본의 지방공공단체인 시정촌의 폐치분합(市町村の廃置分合)에 대해 다룬다.
「지방자치법」 제7조에 근거하여 시정촌의 분할·분립·합체·편입이 이루어지는데 1888년~1889년의 메이지 대합병, 1956년~1961년의 쇼와 대합병, 1999년~2010년의 헤이세이 대합병 등 대규모 변화가 있었다.
「시제 및 정촌제」를 시행한 1889년부터 시정촌의 수는 전반적으로 감소하는 경향을 보이는데 분할과 분립보다 합체와 편입의 비중이 훨씬 크다. 이때 합체와 편입을 아울러 주로 합병이라고 한다. 메이지 대합병 이전의 시정촌 수는 7만 개가 넘었는데 헤이세이 대합병이 끝난 현재 시정촌의 수는 2천 개가 채 되지 않는다. 2014년 4월 5일 이와후네정이 도치기시에 편입된 것을 끝으로 더 이상의 합병은 이루어지지 않고 있다.
시정촌의 소속 도도부현이 바뀌는 것은 「지방자치법」 제6조에 근거한 도도부현의 경계 변경에 해당하며 폐치분합과는 다른 개념이다.

## 역사

### 메이지 대합병
에도 시대 때 자연스럽게 만들어진 지역 공동체인 정촌은 메이지 유신 이후에도 존속했으며 여전히 생활의 기반이었다. 근대화를 추구하던 메이지 신정부는 이 정촌을 없애고 전국을 대구와 소구로 구분하는 개혁을 단행했지만 주민들의 반발이 거셌기에 실패로 끝났다. 이를 대신하여 1878년 「군구정촌 편제법」을 제정해 정촌을 부활하여 이를 기본 단위로 인정한 후 상위 구역으로 군과 호장을 두었다. 하지만 부현-군-호장-정촌에 걸친 4단계의 층계는 지나치게 번거로웠고 정부는 정촌의 규모를 조정할 필요를 느끼게 됐다.
1888년 「시제 및 정촌제」를 공포하면서 내무대신 훈령으로 각 지방장관에 정촌 합병을 추진할 것을 지시했다. 이 훈령에 근거하여 강력한 정촌 합병이 진행됐는데 그 결과 정촌의 수는 1888년 말의 71,314개에서 1889년 말의 15,820개로 1/5 수준으로 급감했다. 이때 정촌의 표준 규모는 소학교 하나의 구역이 되는 300호~500호였다.
메이지 대합병을 통해 지역 공동체였던 정촌은 근대적 의미의 행정 통치를 위한 지방공공단체로 변모했다. 대규모 합병을 피해간 정촌도 있었으며 이들은 에도 시대의 지역적 특성이 현대에도 남아 있다.

### 메이지 대합병 이후
1889년 이후에도 정촌 합병은 계속 이어져 1898년까지 2,849개의 정촌이 추가로 사라졌다. 1898년 이후부턴 감소폭이 크게 둔화하여 1918년까지 267개의 정촌이 사라지는 데 그쳤다.
1923년 「군제」가 폐지되면서 정촌 합병의 움직임이 다시 커져 1918년부터 1930년 사이에 500개 정도의 정촌이 줄어들었다. 기원 2600년 기념 행사가 거행된 1940년에도 합병이 추진되는 등 1943년 무렵에는 시가 200개, 정촌이 10,476개가 되어 있었다. 제2차 세계 대전이 끝난 직후에는 시가 205개, 정이 1,797개, 촌이 8,818개였다.

### 쇼와 대합병
전후 일본에서 신제 중학교의 설치, 시정촌 소방과 자치체 경찰의 창설, 사회 복지, 보건 위생 등 시정촌의 사무가 급증했다. 사무가 늘면서 시정촌은 과거보다 더 많은 재원을 확보해야 했고 이는 시정촌을 적정 규모로 확대할 필요성을 느끼게 했다.
이에 1953년 「정촌 합병 촉진법」이 시행돼 신제 중학교 하나를 관리하는 데 필요한 규모인 주민 8,000명 이상이 새로운 표준이 되었다. 같은 해 10월 내각은 정촌의 수를 1/3로 줄일 것을 각의 결정했으며 1956년에는 「신시정촌 건설 촉진법」을 만들어 전국적 규모로 시정촌 합병을 추진했다.
1953년 10월 시정촌의 수는 9,868개였는데 쇼와 대합병을 거치면서 1961년에는 3,472개가 되어 당초 목표로 삼았던 1/3에 근접한 성과를 냈다.

### 고도경제성장기의 합병
고도경제성장을 거치면서 일본은 도시화가 진전했고 자동차의 보급률도 높아졌다. 이는 광역행정의 필요성을 만들었고 국회도 1965년 「시정촌의 합병 특례에 관한 법률」을 제정하는 등 적극적인 모습을 보였다. 고리야마시·오카야마시·구라시키시·후지시 등이 지역 거점 도시가 되겠단 목표를 가지고 합병을 추진했고 신산업도시로 지정받기 위해 14개 시정촌이 합병해 이와키시가 탄생했다.
산촌에서 도시로 떠나는 사람이 늘어나자 시즈오카시처럼 인접한 도시가 산촌을 흡수하는 움직임도 많았다. 정촌을 시로 만들기 위해 인구 요건을 완화하여 가모가와시·비젠시·도요시 등이 혜택을 받아 합병과 함께 시가 될 수 있었다.

### 헤이세이 대합병
10년 한시 입법으로 제정된 「합병특례법」은 1975년에 추가로 10년이 연장되었지만 1970년대 후반에는 합병의 움직임이 가라앉기 시작했다. 이에 상공회의소 등의 경제 단체와 청년회의소를 중심으로 하여 시정촌 합병을 주장하는 목소리가 높아졌고 제2차 임시행정조사회와 지방분권추진위원회도 시정촌 합병을 내각에 건의했다.
그 와중에 1995년 이른바 「지방분권 일괄법」을 통해 「합병특례법」을 개정했다. 이를 계기로 주민 신청을 통해 법정합병협의회를 설치할 것을 발의하는 제도를 도입하고 합병특례채 등 재정 지원 조치도 확충해 나갔다. 또 정령지정도시로 이행하거나 정촌이 시가 되기 위한 인구 요건을 완화하여 합병을 위한 협의가 가속화할 수 있도록 했다. 1996년 총선 때는 자유민주당, 신진당, 민주당 등 주요 정당이 모두 시정촌 합병 추진을 공약으로 내세웠다. 2000년에는 연립여당인 자민당, 공명당, 보수당이 기초자치체의 강화를 위해 시정촌 합병 후 자치체의 수를 1,000개로 줄인다는 방침을 세웠다.
시정촌은 정부에 의한 합병특례채와 같은 재정 지원을 받을 수 있었지만 반대로 같은 시기에 진행됐던 삼위일체 개혁의 여파로 지방교부세가 대폭적으로 줄었다. 합병특례채는 법정합병협의회가 책정한 합병 시정촌 건설 계획에 규정된 사업이나 기금의 적립을 위해 필요한 경비인데 합병 후 10년 동안 차입할 수 있는 지방채다. 대상사업비의 95%를 충당할 수 있고 원리상환금의 70%를 다음 연도에 보통교부세로 조치할 수 있는 파격적으로 유리한 조건이었다. 이러한 특례는 2005년 3월 31일까지 합병하는 시정촌에만 인정되었기에 합병에 뛰어드는 시정촌이 줄을 이었다. 한편 지방교부세의 대폭적인 삭감은 지방교부세에 대한 의존도가 높던 소규모 정촌에 큰 타격을 입혔고 불안정한 재정 운영을 극복하기 위해 합병을 선택하는 경우도 생겼다. 합병특례채 제공과 지방교부세 삭감은 사실상 대합병을 촉진하기 위한 당근과 채찍이었던 셈이다.
헤이세이 대합병은 2003년부터 2005년 사이에 가장 활발했다. 1999년 3월 말에 시정촌의 수는 3,232개였는데 2006년 4월에는 1,820개까지 감소했다. 하지만 소규모 정촌이라도 원자력 발전소가 위치하여 전력사업교부금을 받거나 대기업이 자리잡고 있어 안정적인 세금 기반이 있는 경우 등은 지방교부세에 대한 의존도가 낮아 굳이 합병에 나서지 않았다. 니가타현, 도야마현, 에히메현, 오이타현 등은 합병이 적극적으로 진행된 지역이지만 도쿄도, 가나가와현, 오사카부 등은 합병이 활발하지 않았다.
2005년 4월에 시행된 「시정촌 합병 특례 등에 관한 법률」(「합병신법」)에 근거해 시정촌 합병은 계속 이어졌다. 「합병신법」은 도도부현에 의한 합병 추진이 포함된 것이 특색이지만 합병특례채와 같은 재정지원조치를 규정하지 않아 합병의 움직임은 많이 사그라들었다.
2009년 5월 제29차 지방제도조사회는 「합병신법」이 다음 해 3월자로 폐기되면 정부 주도의 합병도 일단락되어야 한다고 답신했다. 2010년 4월 「합병신법」이 개정되어 10년 더 연장되었지만 국가와 도도부현에 의한 합병 추진에 관한 규정은 삭제됐고 시가 되기 위한 완화 조건도 없애는 등 정부 주도의 합병 추진 운동은 사실상 끝났다.
헤이세이 대합병을 추진하기 전에는 정의 수가 시보다 약 3배 정도 많았지만 특례 조치에 따른 정촌의 수는 계속 감소하여 2010년 2월 1일에는 시와 정의 수가 각각 784개로 똑같아졌다. 2014년 4월 5일 도치기현 시모쓰가군 이와후네정이 도치기시에 편입된 것이 마지막 시정촌 합병이며 이후 시정촌의 수는 1,718개를 유지하고 있다.

### 추이
| 연월        | 시의 수 | 정의 수  | 촌의 수  | 시정촌의 수 |
| ----------- | ------- | -------- | -------- | ----------- |
| 1888년 12월 | -       | 71,314개 | 71,314개 | 71,314개    |
| 1889년 12월 | 39개    | 15,820개 | 15,820개 | 15,859개    |
| 1947년 8월  | 210개   | 1,784개  | 8,511개  | 10,505개    |
| 1956년 4월  | 495개   | 1,870개  | 2,303개  | 4,688개     |
| 1965년 4월  | 560개   | 2,005개  | 827개    | 3,392개     |
| 1995년 4월  | 663개   | 1,994개  | 577개    | 3,234개     |
| 2003년 4월  | 677개   | 1,961개  | 552개    | 3,190개     |
| 2005년 4월  | 739개   | 1,317개  | 339개    | 2,395개     |
| 2006년 4월  | 779개   | 844개    | 197개    | 1,820개     |
| 2008년 11월 | 783개   | 806개    | 193개    | 1,782개     |
| 2014년 4월  | 790개   | 745개    | 183개    | 1,718개     |

## 합병과 분할의 종류
「시정촌 합병의 특레 등에 관한 법률」 제2조제1항에 따라 합병은 합체와 편입을 아울러 이르는 말이다.
한편 통상적인 합병은 같은 도도부현 내에서 이루어지는데 도도부현의 경계에서 서로 인정한 시정촌이 지리적·경제적 이유로 합병하는 사례가 드물게 있는데 이는 월경 합병이라 하여 일반적인 합병과는 구분한다.
분할과 분립은 지리적·역사적 이유나 교통 체계, 주민의 생활권 등을 이유로 일어나는 게 일반적이다. 보통 제2차 세계 대전 때 국책으로 합병된 정촌이 전후에 분리되거나 쇼와 대합병 때 합병한 정촌이 새로운 시정촌 내의 대립 끝에 분리했다.

### 합체
합병을 희망하는 시정촌을 모두 폐지하고 새로운 시정촌을 설치하는 합병 방법으로 신설 합병이라고도 한다. 합병에 참여하는 시정촌의 법인격이 모두 사라지고 시정촌장과 시정촌의회 의원도 그 직을 잃게 되며 신설되는 시정촌의 단체장과 의회 의원을 새로 선출해야 한다. 다만 합병에 참여한 시정촌의 단체장 중 새로운 단체장을 선출하는 선거에 참여하지 않는 사람은 직무대행자가 될 수 있으며 「합병신법」에 따라 의회 의원은 재임 특례를 적용받을 수 있다.

### 편입
합병을 희망하는 시정촌 중에서 하나의 시정촌만 법인격이 유지되고 나머지는 모두 폐지되어 유지되는 시정촌에 흡수되는 합병 방법으로 편입 합병이라고도 한다. 편입된 시정촌은 법인격이 모두 사라지고 시정촌장과 시정촌의회 의원도 그 직을 잃게 된다. 다만 편입되는 시정촌의회 의원은 유지되는 시정촌의회 의원이 되는 것이 특례로서 인정될 수 있다. 유지되는 시정촌은 임기 만료나 단체장의 사망·사직이 아닌 이상 선거를 치르지 않는다.

### 분할
하나의 시정촌을 폐지하고 복수의 구역으로 나누어 새로운 시정촌을 설치하는 분할 방법이다. 분할되는 시정촌의 법인격은 사라지고 시정촌장과 시정촌의회 의원도 그 직을 잃게 되며 신설되는 시정촌의 단체장과 의회 의원을 새로 선출해야 한다.

### 분립
하나의 시정촌을 유지한 채 그 구역의 일부를 잘라내어 새로운 시정촌을 설치하는 분할 방법이다. 분리 전의 시정촌은 법인격이 유지되며 시정촌장과 의회 의원도 그 직을 잃지 않는다. 다만 분리되어 떨어져나가는 구역에 주소를 두고 있는 의회 의원은 피선거권을 상실하므로 「지방자치법」 제127조에 의거해 의회 자격 결정 의결로 그 직을 잃는다. 의원과 달리 시정촌장은 피선거권 자격에 주소 요건이 없으므로 어떤 경우에도 그 직을 잃지 않는다. 분리되는 시정촌에서는 시정촌장과 시정촌의회 의원을 새로 선출해야 한다.

## 합병 후의 명칭
합병을 통해 탄생하는 새로운 자치체의 명칭은 보통 법정합병협의회가 결정하지만 명칭 후보는 공모를 통해 선정되는 경우가 일반적이다. 특히 합체(신설 합병)의 경우 공모를 자주 한다.
보통 합병에 참여하는 시정촌 중 하나의 이름으로 결정하거나 아예 새로운 이름으로 결정하는 경우로 나뉜다. 편입의 경우에는 편입하는 시정촌의 이름이 합병 후의 명칭으로 되는 경우가 많다. 하지만 옛 지자체의 이름을 일부로 피하거나 군과 같은 광역 지명을 사용하거나 합병에 참여하는 시정촌의 이름을 적절히 섞거나 방위명을 포함하는 경우도 많다.

## 같이 보기
- 시정촌